# Wamme
De Wamme is een zijriviertje van de Lhomme en behoort tot het stroomgebied van de Maas.
De Wamme wordt gevormd uit een aantal beekjes die ontspringen in het Fagne de la Flache op een hoogte van rond de 520 meter. Na 27 km mondt de Wamme in Jemelle bij Rochefort uit in de Lhomme.